# Babel (phim)
Babel (tạm dịch: Hỗn độn) là một bộ phim tâm lý xã hội chính kịch năm 2006 của đạo diễn Alejandro González Iñárritu và do Guillermo Arriaga viết kịch bản. Phim có sự tham gia của một dàn diễn viên tập hợp được phân bổ thời gian đồng đều nhau trong phim. Đây là một bộ phim được cấu tạo bởi nhiều lời tường thuật khác nhau xuyên suốt và cũng là phim cuối hoàn thành chuỗi phim Bộ ba Tử thần của Arriaga và Iñárritu, sau Amores perros và 21 Grams. Phim có sự hợp tác giữa các công ty có trụ sở tại Hoa Kỳ, Mexico và Pháp. Bộ phim miêu tả những câu chuyện xảy ra tại nhiều nơi khác nhau ở Ma rốc, Nhật Bản, Mexico và Mỹ.
Babel đã được chọn để tranh giải Cành cọ vàng tại Liên hoan phim Cannes 2006, nơi González Iñárritu giành giải Đạo diễn xuất sắc nhất. Bộ phim sau đó đã được trình chiếu tại Liên hoan phim Quốc tế Toronto. Phim khởi chiếu tại một số thành phố được chọn ở Hoa Kỳ vào ngày 27 tháng 10 năm 2006, và được phát hành rộng rãi vào ngày 10 tháng 11 năm 2006. Babel đã giành giải Quả cầu vàng cho Phim điện ảnh - Phim truyền hình hay nhất và nhận được bảy đề cử Giải Oscar, bao gồm Phim hay nhất, Đạo diễn xuất sắc nhất và Nữ diễn viên phụ xuất sắc nhất cho cả Rinko Kikuchi và Adriana Barraza, chiến thắng cho Giải Oscar cho nhạc phim hay nhất.

## Nội dung phim
Babel có 4 câu chuyện cùng các nhân vật chính của mỗi câu chuyện ở 4 địa điểm khác nhau. Phim không được biên tập theo trình tự thời gian của mỗi câu chuyện mà lồng ghép đan xen vào nhau và có liên quan với nhau dù ít hay nhiều.

### Maroc
Tại một sa mạc ở Maroc, Abdullah, một người chăn dê, mua một khẩu súng trường.270 Winchester M70 và một hộp đạn từ người hàng xóm Hassan Ibrahim để bắn những con chó rừng đang rình ăn đàn dê của ông. Abdullah đưa khẩu súng trường cho hai cậu con trai nhỏ của mình, Yussef và Ahmed, và bảo chúng ra để chăn dắt bầy dê. Ahmed, đứa con trai lớn, đã mắng Yussef vì tội nhìn lén chị gái mình thay đồ. Vì không tin rằng khẩu súng trường có thể ngắm được trong tầm 3km, cả hai quyết định thử súng, ban đầu chỉ nhắm vào các tảng đá, sau nhắm vào một chiếc xe hơi đang di chuyển trên đường cao tốc bên dưới, và sau đó là một chiếc xe buýt chở khách du lịch phương Tây. Viên đạn của Yussef bắn trúng vào chiếc xe buýt, khiến Susan Jones (Cate Blanchett), một phụ nữ Mỹ đến từ San Diego đi cùng chồng là Richard (Brad Pitt) bị thương nặng. Hai cậu bé vì lo sợ sau khi đã gây ra hậu quả nên chạy trốn khỏi hiện trường, giấu khẩu súng trường trên đồi.
Lúc này, các chương trình đài truyền hình nội địa đưa tin rằng chính phủ Mỹ xem vụ bắn súng là một hành động khủng bố và đưa sức ép lên chính phủ Maroc buộc phải truy tìm và bắt hung thủ. Abdullah, khi này đã nghe về vụ nổ súng, hỏi hai đứa con đã giấu khẩu súng ở đâu và đã đánh chúng để chúng khai sự thật. Cuối cùng, cả ba cố gắng chạy trốn nhưng bị phát hiện. Cảnh sát dồn người cha và con trai lên dốc đá của một ngọn đồi và nổ súng. Sau khi Ahmed bị bắn vào chân, Yussef bắn trả và bắn vào vai một cảnh sát. Cảnh sát tiếp tục nổ súng, bắn vào lưng Ahmed, khiến cậu bị thương nặng. Yussef sau đó đầu hàng, thừa nhận trách nhiệm bắn chết người Mỹ và van xin hỗ trợ y tế; cảnh sát bị sốc khi nhận ra họ đang bắn vào trẻ em.

### Richard / Susan
Richard và Susan là một cặp vợ chồng người Mỹ đi du lịch ở Maroc. Khi Susan bị bắn trên xe buýt, Richard ra lệnh cho tài xế xe buýt đến ngôi làng gần nhất, Tazarine. Những khách du lịch khác đợi một lúc, nhưng cuối cùng họ yêu cầu muốn được rời đi, vì sợ nắng nóng và cho rằng họ có thể là mục tiêu của các cuộc tấn công tiếp theo. Richard nói với nhóm du lịch hãy đợi xe cấp cứu, nhưng xe không đến, và cuối cùng cả đoàn rời đi mà không có Richard và Susan đi cùng. Cặp đôi ở lại với hướng dẫn viên du lịch của xe buýt, Anwar, vẫn đang chờ xe đưa đến bệnh viện. Một chiếc trực thăng đến và chở Richard và Susan đến một bệnh viện ở Casablanca, nơi cô được hy vọng sẽ sớm hồi phục.

### Hoa Kỳ / Mexico
Trong khi Richard và Susan ở Maroc, bà bảo mẫu Amelia (Adriana Barraza) chăm sóc 2 đứa con của họ là Debbie (Elle Fanning) và Mike (Nathan Gamble) trong ngôi nhà của hai vợ chồng ở San Diego, California. Khi Amelia biết được Susan bị thương, bà buộc phải chăm sóc bọn trẻ lâu hơn dự định và lo lắng rằng bà sẽ lỡ đám cưới của con trai mình. Lo ngại rằng mình không thể ở lâu hơn, bà gọi cho Richard để xin lời khuyên, nhưng anh nói rằng bà phải ở lại với bọn trẻ. Chưa có sự cho phép của Richard, Amelia quyết định đưa hai đứa nhỏ đi dự đám cưới ở một cộng đồng nông thôn gần Tijuana, Mexico. Thay vì ngủ lại đêm ở Mexico với lũ trẻ, Amelia quyết định lái xe trở về Hoa Kỳ với Santiago, cháu trai của Amelia. Anh ta đã uống rất nhiều và cảnh sát biên phòng trở nên nghi ngờ anh ta và đặt câu hỏi về những đứa trẻ Mỹ trên xe. Amelia có hộ chiếu cho cả bốn người, nhưng lại không có thư đồng ý của cha mẹ đứa trẻ cho phép bà đưa chúng ra khỏi Hoa Kỳ. Santiago cáu gắt vì cảnh sát không muốn nghe lời giải thích của anh ta. Cộng vào với tình trạng say rượu, anh ta điên cuồng lái xe trốn thoát trong cơn nóng giận. Sau đó anh ta bỏ rơi Amelia và những đứa trẻ trong sa mạc. Nhận ra rằng bọn trẻ sẽ chết nếu bà không tìm được sự giúp đỡ, Amelia dặn bọn trẻ lại đứng im tại chỗ để bà đi tìm ai đó giúp. Cuối cùng bà đã tìm thấy một sĩ quan tuần tra biên giới Hoa Kỳ. Viên sĩ quan còng tay bà lại và quay trở lại nơi hai đứa trẻ đang đứng, nhưng chúng không còn ở đó. Amelia được đưa trở lại một đồn biên phòng, và bà được thông báo rằng những đứa trẻ đã được tìm thấy và Richard đã đồng ý không kiện bà, mặc dù anh rất tức giận. Tuy nhiên, Amelia được cho biết bà ấy sẽ bị trục xuất khỏi Mỹ vì bà không có giấy tờ làm việc hợp pháp. Tại biên giới, Amelia giàn giụa nước mắt được con trai chào đón trở về.

### Nhật Bản
Chieko Wataya (Rinko Kikuchi) là một cô gái tuổi teen nổi loạn khiếm thính nặng và không nói được. Cô thấy mặc cảm vì khuyết tật của mình. Trong khi đi chơi với bạn bè, cô thấy một chàng trai tuổi teen đẹp trai. Không thể nói chuyện được với anh ta, Chieko đã cố tình "lộ hàng" dưới bàn để anh ta trông thấy. Sau đó Chieko đến phòng khám nha khoa vì có hẹn khám răng. Ở đây Chieko đã cố hôn vị nha sĩ, khiến ông ta khó chịu và đuổi cô ra ngoài. Chieko gặp hai thanh tra cảnh sát đang tra hỏi cô về cha mình. Cô mời một trong hai thanh tra, Kenji Mamiya (Satoshi Nikaido), trở lại căn hộ cao tầng mà cô sống cùng với cha. Nghĩ rằng hai viên thanh tra đang điều tra việc cha mình có liên quan đến vụ tự sát của mẹ mình, cô giải thích với Kenji rằng cha cô đang ngủ khi mẹ cô nhảy khỏi ban công và chính cô đã chứng kiến điều này. Thực tế, hai viên thanh tra chỉ đang điều tra một vụ săn bắn mà ông Yasujiro, cha của Chieko, đã tham gia ở Maroc. Ngay sau khi biết được điều này, Chieko đã tự khoả thân để tiến gần và cố quyến rũ Kenji. Anh chống lại sự tiếp cận của cô nhưng khi cô bật khóc, anh đã an ủi cô. Rời khỏi căn hộ, Kenji trông thấy ông Yasujiro và hỏi ông ta về khẩu súng trường (khẩu súng mà Yussef đã bắn trúng Susan ở câu chuyện Maroc). Yasujiro giải thích rằng không có dính líu mua bán gì đến chợ đen cả; ông ta chỉ tặng khẩu súng trường của mình như một món quà cho Hassan Ibrahim, hướng dẫn viên săn bắn của ông trong chuyến du lịch ở Maroc. Trước khi rời đi, Kenji gửi lời chia buồn đến ông vì vụ tự sát nhảy ban công của vợ ông. Tuy nhiên, Yasujiro thấy rất ngạc nhiên khi nghe nhắc đến ban công và ông giận dữ trả lời rằng vợ ông đã tự bắn mình, chính Chieko là người đầu tiên phát hiện ra cô ấy. Khi Kenji ngồi trong một nhà hàng, xem tin tức về sự hồi phục của Susan, Yasujiro an ủi con gái mình bằng một cái ôm khi cô ấy đứng ở ban công căn hộ nhà mình và khóc, trước khi cảnh quay ra quang cảnh thành phố.

## Chủ đề

### Sự hiểu lầm
Như tiêu đề của bộ phim cho thấy, chủ đề chính yếu trong phim là sự hỗn độn, hay chính xác hơn là "sai lệch thông tin". Babel gợi nhắc một câu chuyện trong Kinh thánh, trong đó kể rằng Đấng Tối Cao đã trừng phạt con người bằng cách lấy đi ngôn ngữ chung của con người vả khả năng giao tiếp thấu hiểu nhau, dẫn đến sự hỗn loạn và thù địch lẫn nhau. Hầu hết các nhân vật trong phim được kết nối với nhau bởi không chỉ phải đối mặt với rào cản ngôn ngữ mà còn không có khả năng trao đổi đúng đắn cảm xúc và mong muốn của họ, và sau đó dẫn đến những khúc quanh phức tạp, rắc rối và đau đớn.
Ví dụ: Sự hiểu lầm trong hôn nhân đã khiến cho Richard và Susan phải du lịch đến Maroc để hâm nóng lại tình cảm. Sự hiểu lầm giữa Richard và Amelia dẫn đến việc cô ấy đưa bọn trẻ đến Mexico. Sự hiểu lầm giữa Santiago, cháu trai của Amelia và viên cảnh sát ở biên giới dẫn đến việc Amelia bị trục xuất khỏi Mỹ.

### Sự toàn cầu hóa
Bộ phim cho thấy hành động của một người ở một lục địa có thể ảnh hưởng như thế nào đến cuộc sống của những người khác ở các lục địa khác nhau và ngược lại. Điều này cho thấy du lịch, tin tức, viễn thông và các triệu chứng khác của sự toàn cầu hóa đã tối đa hóa tầm quan trọng của các hành động trên toàn cầu; và con người nói chung, tuy bình thường không có quan hệ với nhau, nhưng đâu đó lại kết nối với nhau không chỉ bằng hành động mà còn bằng hiện vật (ví dụ là khẩu súng trường trong phim). Ngoài ra, thông qua cách kể chuyện, Babel còn miêu tả về sự phát triển đồng thời của các sự cố xuyên biên giới, quốc gia và không gian nói chung. Các nhân vật cũng được liên kết với nhau theo thời gian, là thứ duy nhất có thể được cùng nhau nhận thức cùng lúc, nhờ vào sự kết nối viễn thông nhanh chóng đang phát triển trong một thế giới toàn cầu hóa.
Bộ phim cũng nói về những tác động tiêu cực có thể xảy ra đối với ngành du lịch nói chung và du khách nói riêng, đặc biệt ở các quốc gia nghèo đói; và cũng như sự khó khăn và ngành du lịch và chính trị quốc ngoại phải đối mặt nếu như có xảy ra tai họa.
Một lần nữa, tiêu đề của bộ phim Babel củng cố khái niệm toàn cầu hóa, khi các nhân vật giao tiếp bằng các ngôn ngữ khác nhau, không nhất thiết là giao tiếp với nhau, nhưng xuyên biên giới, và điều này chỉ có thể thực hiện được nhờ vào toàn cầu hóa.

### Sự kể chuyện trong kết nối mạng lưới
Babel có thể được phân tích như một "câu chuyện kết nối" trong đó các nhân vật nằm rải rác trên toàn cầu, đại diện cho các địa điểm khác nhau của một mạng lưới được kết nối với nhau thông qua nhiều sợi dây. Bộ phim không chỉ có sự kết hợp của một số lượng khá lớn các nhân vật mà mỗi nhân vật đều có giá trị quan trọng ngang nhau. Đáng chú ý là Babel có nhiều tuyến nhân vật chính, do đó, khiến nội dung trở nên phức tạp hơn liên quan đến thời gian và quan hệ nhân quả.
Một trong những kết nối trung tâm giữa tất cả các nhân vật chính là khẩu súng trường. Trong suốt bộ phim, người xem phát hiện ra rằng Yasujiro Wataya đã đi đến Maroc trong một chuyến đi săn và tặng khẩu súng trường cho người hướng dẫn của mình, Hassan Ibrahim, và Hassan đã bán nó cho Abdullah để rồi nó được truyền lại cho các con trai của ông ta. Sau đó đến lượt Susan Jones, bị bắn bằng chính khẩu súng trường đó và từ đây đã dẫn đến tác động bi thảm đến cuộc đời của Amelia Hernández. Có thể quan sát rằng "tất cả các nhân vật đều bị ảnh hưởng bởi các kết nối được tạo ra giữa họ - các kết nối ảnh hưởng đến cả quỹ đạo riêng của họ với tư cách là nhân vật và cấu trúc tổng thể của cốt truyện".
Điều này cho thấy chỉ với một vật thể mà có thể kết nối nhiều nhân vật khác nhau (như các hạch nối trong một mạng lưới) mà các nhân vật này không nhất thiết phải quen biến nhau. Mặc dù khẩu súng trường không được truyền lại nữa, nó vẫn tiếp tục ảnh hưởng đến cuộc sống của các nhân vật theo những cách đáng kể. Điều này chứng tỏ rằng những hành động nhỏ nhất của một bên thế giới cuối cùng có thể dẫn đến sự thay đổi hoàn toàn cuộc sống của một người khác ở nơi khác, mà không có bất kỳ hình thức tiếp xúc trực tiếp nào giữa hai bên (xem thêm Hiệu ứng cánh bướm). Nó cũng tạo ra một hiệu ứng thế giới nhỏ, trong đó "các nhân vật sẽ giao nhau lặp đi lặp lại"  trực tiếp hoặc gián tiếp và chủ yếu là tình cờ. Theo quan sát của Maria Poulaki, các nhân vật trong mạng lưới "gặp gỡ và chia lìa không phải vì hành động có mục đích của nhân vật mà là kết quả của một sự tình cờ thuần túy". Họ phục vụ cho âm mưu bao quát đầy rẫy những vụ lật tẩy định mệnh.

## Diễn viên

#### Maroc
- Brad Pitt trong vai Richard Jones
- Cate Blanchett trong vai Susan Jones
- Mohamed Akhzam trong vai Anwar
- Peter Wight trong vai Tom
- Harriet Walter trong vai Lilly
- Michael Maloney trong vai James
- Driss Roukhe trong vai Alarid
- Boubker Ait El Caid trong vai Yussef
- Said Tarchani trong vai Ahmed
- Mustapha Rachidi trong vai Abdullah
- Abdelkader Bara trong vai Hassan
- Wahiba Sahmi trong vai Zohra
- Robert Fyfe trong vai khách du lịch số 14

#### Mỹ/Mexico
- Adriana Barraza trong vai Amelia Hernández
- Gael García Bernal trong vai Santiago, cháu trai của Amelia
- Elle Fanning trong vai Debbie Jones, con gái của Richard và Susan
- Nathan Gamble trong vai Mike Jones, con trai của Richard và Susan
- Clifton Collins, Jr. trong vai viên cảnh sát tại biên giới Mỹ/Mexico
- Michael Peña trong vai viên cảnh sát John

#### Nhật
- Rinko Kikuchi trong vai Chieko Wataya
- Kōji Yakusho trong vai Yasujiro Wataya
- Satoshi Nikaido trong vai Thanh tra Kenji Mamiya
- Yuko Murata trong vai Mitsu
- Shigemitsu Ogi trong vai nha sĩ mà Chieko cố quyến rũ.
- Ayaka Komatsu trong vai người mẫu bikini trong đoạn quảng cáo trên TV (không đề cập).

## Sản xuất
Nguồn ngân sách 25 triệu đô la cho phim đến từ nhiều nguồn khác nhau và từ các nhà đầu tư trong Paramount Vantage.
Nữ diễn viên Adriana Barraza, người đóng vai Amelia, trong thời gian làm phim đã trải qua hai lần đau tim nhẹ. Tuy nhiên, bà đã dẫn diễn viên Elle Fanning đi vòng quanh sa mạc nóng nực ở Nam California vào mùa hè trong năm ngày trong quá trình quay phim.
Các địa điểm quay phim bao gồm Ibaraki và Tokyo ở Nhật Bản, Mexico (El Carrizo, Sonora và Tijuana), Morocco (Ouarzazate và Taguenzalt - một ngôi làng Berber ở chân núi Atlas, được xây dựng trong các hẻm núi đá của Draa thung lũng), bang California (San Diego) của Hoa Kỳ, và Drumheller ở tỉnh Alberta của Canada. 
Quay phim chính bắt đầu vào ngày 2 tháng 5 và kết thúc vào ngày 1 tháng 12 năm 2005. Sau khi hoàn thành, đạo diễn Alejandro González Iñárritu và nhà biên kịch Guillermo Arriaga đã có những tranh chấp về quyền tác giả của bộ phim trước đó của họ, 21 Grams. Arriaga lập luận rằng điện ảnh là một phương tiện hợp tác, và do đó cả ông và González Iñárritu đều là tác giả của những bộ phim họ đã làm việc cùng nhau. González Iñárritu khẳng định rằng ông là tác giả duy nhất trong chuỗi 3 bộ phim, hạ thấp sự đóng góp của Arriaga cho các bộ phim. Sau tranh chấp này, González Iñárritu đã cấm Arriaga tham dự buổi chiếu phim Babel tại Liên hoan phim Cannes 2006, một hành động khiến vị đạo diễn bị chỉ trích.

## Âm nhạc
Nhạc và các ca khúc của phim được sáng tác và sản xuất bởi Gustavo Santaolalla. Cảnh kết của bộ phim sử dụng tác phẩm "Bibo no Aozora" của nhà soạn nhạc từng đoạt giải thưởng Ryuichi Sakamoto. Bản nhạc đã giành được Giải thưởng Viện Hàn lâm cho Bản nhạc gốc hay nhất và Giải BAFTA cho Nhạc phim hay nhất. Nó cũng được đề cử cho Giải Quả cầu vàng cho Bản nhạc gốc hay nhất.

## Phát hành
Babel được chọn để tranh giải Cành cọ vàng tại Liên hoan phim Cannes 2006. Sau đó nó được trình chiếu tại Liên hoan phim Quốc tế Toronto. Nó được trình chiếu tại một số thành phố được chọn ở Hoa Kỳ vào ngày 27 tháng 10 năm 2006, và được phát hành rộng rãi vào ngày 10 tháng 11 năm 2006. Khi bộ phim được phát hành tại Nhật Bản vào năm 2007, một số khán giả đã báo cáo rằng họ cảm thấy buồn nôn trong một cảnh phim mà nhân vật của Rinko Kikuchi đến thăm một hộp đêm đầy đèn nhấp nháy và màu sắc nhấp nháy. Đáp lại, các nhà phân phối đã đưa ra một cảnh báo sức khỏe để mô tả cảnh phim.

### Doanh thu phòng vé
Được phát hành tại bảy rạp vào ngày 27 tháng 10 năm 2006, và sau đó được phát hành trên toàn quốc tại 1251 rạp vào ngày 10 tháng 11 năm 2006, Babel đã thu về 34,3 triệu đô la ở Bắc Mỹ và 101 triệu đô la ở những nơi còn lại trên thế giới, với tổng doanh thu phòng vé toàn cầu là 135,3 triệu đô la, so với ngân sách 25 triệu đô la. Babel là bộ phim có doanh thu cao nhất trong chuỗi phim Bộ ba Tử thần của González Iñárritu (bao gồm Amores perros và 21 Grams  ), cả ở Bắc Mỹ và trên toàn thế giới.

### Phản ứng tích cực
Babel nhận được đánh giá chung tích cực. Trang web tổng hợp phê bình Rotten Tomatoes cho bộ phim đánh giá phê duyệt 69% dựa trên 200 bài phê bình, với điểm trung bình là 6,73 / 10, khiến bộ phim trở thành "Tươi mới" (ngụ ý "Phim Hay) trên hệ thống đánh giá của trang web. Sự đồng thuận quan trọng cho rằng “Ở Babel, không có nhân vật phản diện, chỉ có nạn nhân của số phận và hoàn cảnh. Đạo diễn Alejandro González Iñarritu đã dệt nên bốn câu chuyện éo le của họ vào bộ phim đa chiều và chín mùôi này."  Tại Metacritic, bộ phim nhận được số điểm là 69/100, dựa trên 38 bài đánh giá, cho thấy "Các bài đánh giá nói chung là tốt".
Nhà phê bình phim Roger Ebert đã đưa Babel vào danh sách "Những bộ phim hay nhất" của mình, nói rằng bộ phim cho thấy "Iñárritu hoàn toàn sử dụng hết khả năng làm phim tuyệt vời của mình: Việc viết và chỉnh sửa chuyển đổi giữa các câu chuyện với đầy đủ logic và cảm xúc rõ ràng, và bộ phim xây dựng một tác động tuyệt vời bởi vì nó không "nhồi nhét" người xem bằng những anh hùng và nhân vật phản diện mà yêu cầu người xem đồng cảm với tất cả các nhân vật của nó. " 
Bộ phim đã nhận được bảy đề cử giải Oscar, giành chiến thắng một giải.

## Phát hành dành cho gia đình
Vào ngày 20 tháng 2 và ngày 21 tháng 5 năm 2007, Babel lần lượt được phát hành trên DVD bởi Paramount Home Entertainment tại Hoa Kỳ và Vương quốc Anh. Vào ngày 25 tháng 9 năm 2007, Paramount phát hành lại bộ phim dưới dạng DVD hai đĩa phiên bản đặc biệt. Đĩa thứ hai chứa bộ phim tài liệu dài 90 phút 'làm' có tựa đề Common Ground: Under Construction Notes. Babel cũng đã được phát hành trên các định dạng độ nét cao, HD DVD và đĩa Blu-ray.
Vào tuần đầu tiên phát hành trên DVD ở Bắc Mỹ (19–25 tháng 2 năm 2007), Babel đã đứng thứ nhất trong hạng mục DVD/Home Video Rentals. Tổng giá trị cho thuê trong tuần ước tính là 8,73 triệu đô la. Trong tuần đầu tiên bán đĩa DVD, Babel đã bán được 721.000 đĩa, thu về doanh thu 12,3 triệu USD. Đến tháng 4 năm 2007, 1.650.000 địa đã được bán ra, đạt doanh thu 28,6 triệu USD. Vào tháng 7 năm 2008, doanh số bán đĩa DVD tại Mỹ của phim đạt tổng cộng 31,4 triệu đô la.

## Giải thưởng
| Giải thưởng                         | Hạng mục                                                              | Người/Tác phẩm đề cử                                          | Kết quả   |
| ----------------------------------- | --------------------------------------------------------------------- | ------------------------------------------------------------- | --------- |
| Academy Awards                      | Best Picture                                                          | Alejandro González Iñárritu, Jon Kilik, Steve Golin           | Đề cử     |
| Academy Awards                      | Best Director                                                         | Alejandro González Iñárritu                                   | Đề cử     |
| Academy Awards                      | Best Original Screenplay                                              | Guillermo Arriaga                                             | Đề cử     |
| Academy Awards                      | Best Supporting Actress                                               | Adriana Barraza                                               | Đề cử     |
| Academy Awards                      | Best Supporting Actress                                               | Rinko Kikuchi                                                 | Đề cử     |
| Academy Awards                      | Best Original Score                                                   | Gustavo Santaolalla                                           | Đoạt giải |
| Academy Awards                      | Best Film Editing                                                     | Douglas Crise and Stephen Mirrione                            | Đề cử     |
| Austin Film Critics                 | Best Supporting Actress                                               | Rinko Kikuchi                                                 | Đoạt giải |
| BAFTA Film Awards                   | Best Film                                                             | Babel                                                         | Đề cử     |
| BAFTA Film Awards                   | Best Director                                                         | Alejandro González Iñárritu                                   | Đề cử     |
| BAFTA Film Awards                   | Best Original Screenplay                                              | Guillermo Arriaga                                             | Đề cử     |
| BAFTA Film Awards                   | Best Cinematography                                                   | Rodrigo Prieto                                                | Đề cử     |
| BAFTA Film Awards                   | Best Editing                                                          | Douglas Crise and Stephen Mirrione                            | Đề cử     |
| BAFTA Film Awards                   | Best Sound                                                            | Best Sound                                                    | Đề cử     |
| BAFTA Film Awards                   | Best Film Music                                                       | Gustavo Santaolalla                                           | Đoạt giải |
| Broadcast Film Critics              | Best Picture                                                          | Babel                                                         | Đề cử     |
| Broadcast Film Critics              | Best Ensemble                                                         | Babel                                                         | Đề cử     |
| Broadcast Film Critics              | Best Screenplay                                                       | Guillermo Arriaga                                             | Đề cử     |
| Broadcast Film Critics              | Best Supporting Actress                                               | Adriana Barraza                                               | Đề cử     |
| Broadcast Film Critics              | Best Supporting Actress                                               | Rinko Kikuchi                                                 | Đề cử     |
| Broadcast Film Critics              | Best Score                                                            | Gustavo Santaolalla                                           | Đề cử     |
| Broadcast Film Critics              | Best Soundtrack                                                       |                                                               | Đề cử     |
| Cannes Film Festival                | Best Director                                                         | Alejandro González Iñárritu                                   | Đoạt giải |
| Cannes Film Festival                | François Chalais Award (a Prize of the Ecumenical Jury)               | François Chalais Award (a Prize of the Ecumenical Jury)       | Đoạt giải |
| Cannes Film Festival                | Technical Grand Prize                                                 | Stephen Mirrione (for editing)                                | Đoạt giải |
| Cannes Film Festival                | Palme d'Or (Best Film)                                                | Babel                                                         | Đề cử     |
| César Awards                        | Best Foreign Film                                                     | Alejandro González Iñárritu                                   | Đề cử     |
| Chicago Film Critics                | Best Film                                                             | Babel                                                         | Đề cử     |
| Chicago Film Critics                | Best Director                                                         | Alejandro González Iñárritu                                   | Đề cử     |
| Chicago Film Critics                | Best Original Screenplay                                              | Guillermo Arriaga                                             | Đề cử     |
| Chicago Film Critics                | Best Supporting Actor                                                 | Brad Pitt                                                     | Đề cử     |
| Chicago Film Critics                | Best Supporting Actress                                               | Adriana Barraza                                               | Đề cử     |
| Chicago Film Critics                | Best Supporting Actress                                               | Rinko Kikuchi                                                 | Đoạt giải |
| Chicago Film Critics                | Best Promising Performer                                              | Rinko Kikuchi                                                 | Đề cử     |
| Chicago Film Critics                | Best Cinematography                                                   | Rodrigo Prieto                                                | Đề cử     |
| Chicago Film Critics                | Best Original Score                                                   | Gustavo Santaolalla                                           | Đề cử     |
| David di Donatello Awards           | Best Foreign Film                                                     | Alejandro González Iñárritu                                   | Đoạt giải |
| Directors Guild of America          | Outstanding Directorial Achievement                                   | Alejandro González Iñárritu                                   | Đề cử     |
| Golden Eagle Award                  | Best Foreign Language Film                                            | Babel                                                         | Đề cử     |
| Golden Globe Awards                 | Best Motion Picture – Drama                                           | Babel                                                         | Đoạt giải |
| Golden Globe Awards                 | Best Director                                                         | Alejandro González Iñárritu                                   | Đề cử     |
| Golden Globe Awards                 | Best Screenplay                                                       | Guillermo Arriaga                                             | Đề cử     |
| Golden Globe Awards                 | Best Supporting Actor                                                 | Brad Pitt                                                     | Đề cử     |
| Golden Globe Awards                 | Best Supporting Actress                                               | Adriana Barraza                                               | Đề cử     |
| Golden Globe Awards                 | Best Supporting Actress                                               | Rinko Kikuchi                                                 | Đề cử     |
| Golden Globe Awards                 | Best Original Score                                                   | Gustavo Santaolalla                                           | Đề cử     |
| Image Awards                        | Outstanding Directing in a Film/TV Movie                              | Alejandro González Iñárritu                                   | Đề cử     |
| Motion Picture Sound Editors Awards | Best Sound Editing for Music - Feature Film                           | Best Sound Editing for Music - Feature Film                   | Đề cử     |
| Motion Picture Sound Editors Awards | Best Sound Editing for Sound Effects and Foley - Foreign Film         | Best Sound Editing for Sound Effects and Foley - Foreign Film | Đề cử     |
| National Board of Review            | Best Breakthrough Actress                                             | Rinko Kikuchi                                                 | Đoạt giải |
| Online Film Critics                 | Best Picture                                                          | Babel                                                         | Đề cử     |
| Online Film Critics                 | Best Director                                                         | Alejandro González Iñárritu                                   | Đề cử     |
| Online Film Critics                 | Best Supporting Actress                                               | Adriana Barraza                                               | Đề cử     |
| Online Film Critics                 | Best Supporting Actress                                               | Rinko Kikuchi                                                 | Đề cử     |
| Online Film Critics                 | Best Breakthrough Performance                                         | Rinko Kikuchi                                                 | Đề cử     |
| Online Film Critics                 | Best Cinematography                                                   | Rodrigo Prieto                                                | Đề cử     |
| Online Film Critics                 | Best Editing                                                          | Douglas Crise and Stephen Mirrione                            | Đề cử     |
| Online Film Critics                 | Best Original Score                                                   | Gustavo Santaolalla                                           | Đề cử     |
| Online Film Critics                 | Best Original Screenplay                                              | Guillermo Arriaga                                             | Đề cử     |
| Producers Guild of America          | Motion Picture Producer of the Year                                   | Alejandro González Iñárritu Steve Golin Jon Kilik             | Đề cử     |
| San Diego Film Critics              | Best Ensemble                                                         | Babel                                                         | Đoạt giải |
| San Diego Film Critics              | Best Score                                                            | Gustavo Santaolalla                                           | Đoạt giải |
| San Francisco Film Critics          | Best Supporting Actress                                               | Adriana Barraza                                               | Đoạt giải |
| Satellite Awards                    | Best Film - Drama                                                     | Babel                                                         | Đề cử     |
| Satellite Awards                    | Best Director                                                         | Alejandro González Iñárritu                                   | Đề cử     |
| Satellite Awards                    | Best Original Screenplay                                              | Guillermo Arriaga Alejandro González Iñárritu                 | Đề cử     |
| Satellite Awards                    | Best Supporting Actor                                                 | Brad Pitt                                                     | Đề cử     |
| Satellite Awards                    | Best Supporting Actress                                               | Rinko Kikuchi                                                 | Đề cử     |
| Satellite Awards                    | Best Editing                                                          | Douglas Crise and Stephen Mirrione                            | Đề cử     |
| Satellite Awards                    | Best Sound                                                            | Best Sound                                                    | Đề cử     |
| Satellite Awards                    | Best Original Score                                                   | Gustavo Santaolalla                                           | Đoạt giải |
| Screen Actors Guild                 | Best Cast                                                             | Babel                                                         | Đề cử     |
| Screen Actors Guild                 | Best Supporting Actress                                               | Adriana Barraza                                               | Đề cử     |
| Screen Actors Guild                 | Best Supporting Actress                                               | Rinko Kikuchi                                                 | Đề cử     |
| Writers Guild of America            | Best Original Screenplay                                              | Guillermo Arriaga                                             | Đề cử     |
| Young Artist Award                  | Best Performance in a Feature Film - Young Actor Age Ten or Younger   | Nathan Gamble                                                 | Đề cử     |
| Young Artist Award                  | Best Performance in a Feature Film - Young Actress Age Ten or Younger | Elle Fanning                                                  | Đề cử     |

## Liên kết ngoại
- Website chính thức
- Babel trên Internet Movie Database
- Babel tại AllMovie
- Babel tại Box Office Mojo
- Babel tại Metacritic
- Babel tại Rotten Tomatoes